# Troisvilles
Troisvilles település Franciaországban, Nord megyében. Lakosainak száma 808 fő (2022. január 1.). Troisvilles Inchy, Beaumont-en-Cambrésis, Bertry, Le Cateau-Cambrésis, Caudry, Neuvilly és Reumont községekkel határos.

## Népesség
A település népessége az elmúlt években az alábbi módon változott:
| Lakosok száma | 842  | 834  | 845  | 841  | 832  | 824  | 815  | 809  | 808  |
|               | 2013 | 2015 | 2016 | 2017 | 2018 | 2019 | 2020 | 2021 | 2022 |